# Johnny Rutherford
John (Johnny) Sherman Rutherford, III, dit Lone Star JR -après 1980-, né le 12 mars 1938 à Coffeyville au Kansas, est un pilote de course américain. Il a remporté l'épreuve des 500 miles d'Indianapolis à trois reprises, en 1974, 1976 et 1980 (sixième triple vainqueur), et la même année les championnats Champ Car USAC Gold Crown et CART PPG Indy Car 1980 (5 victoires), avec la Chaparral 2K, ainsi qu'antérieurement l'USAC National Sprint Car Championship  en 1965.

## Biographie

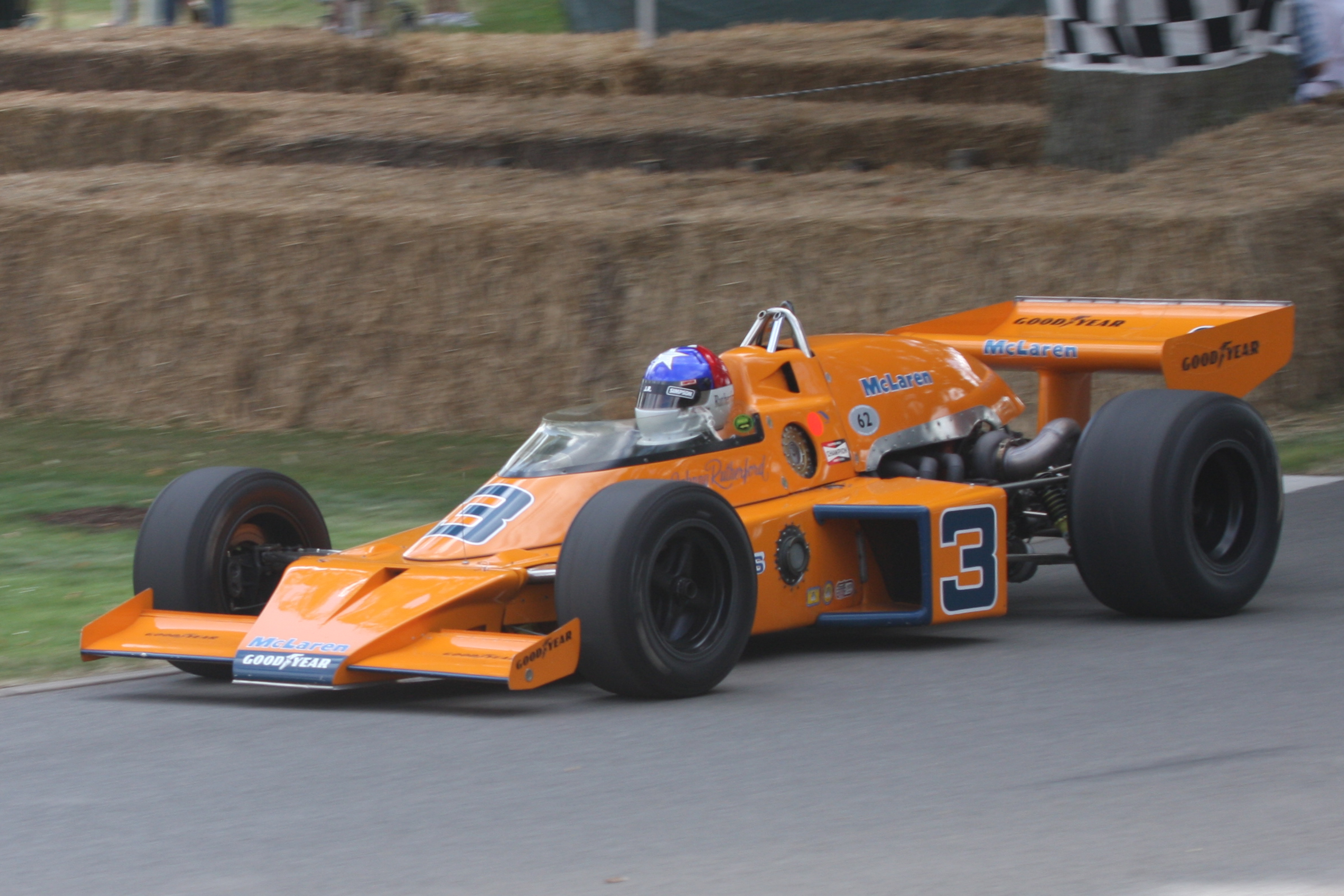
La McLaren-Offenhauser M16C en 1974.

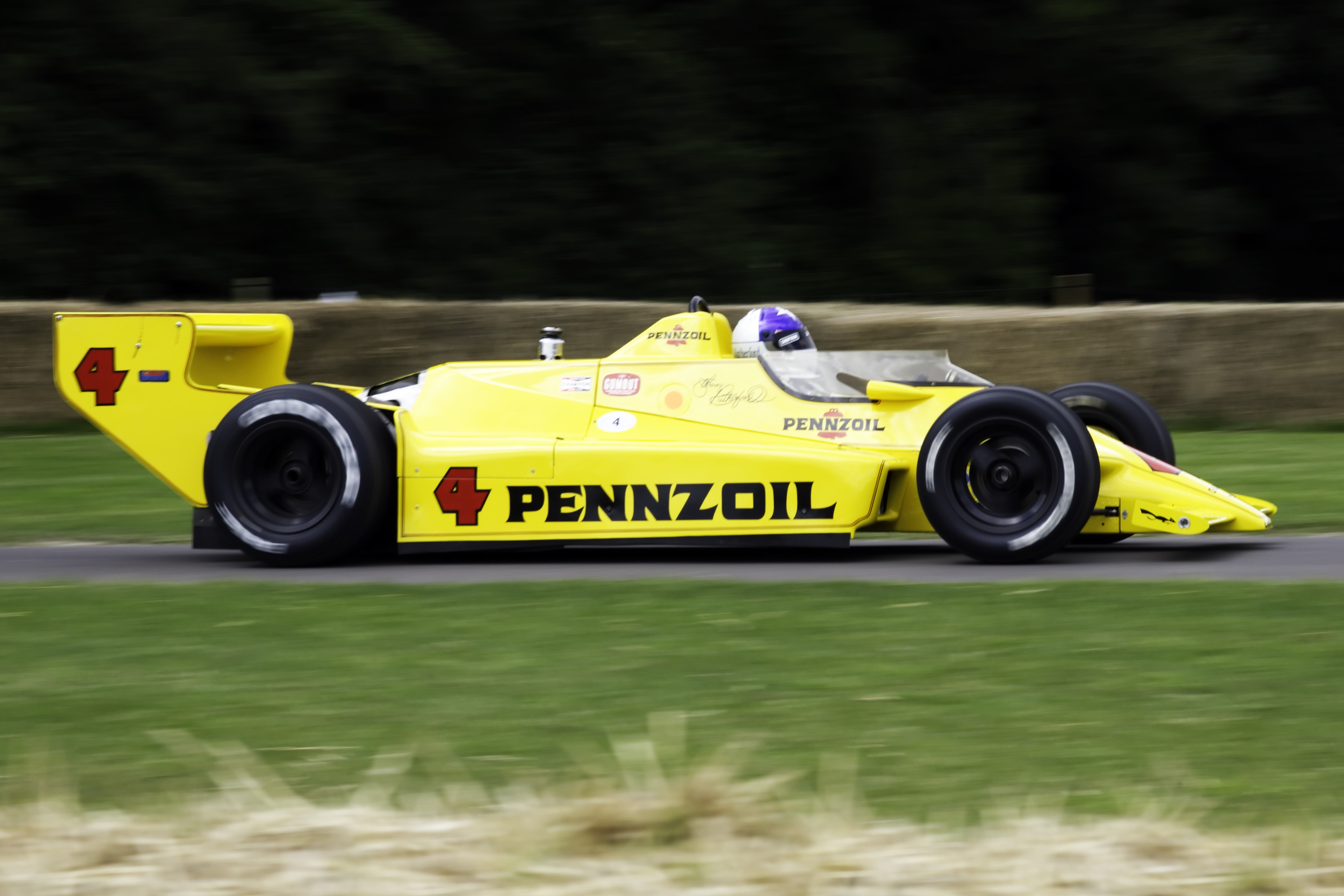
La Chaparral-Cosworth 2K en 1980.

Il commença par des compétitions de stock-car en 1959 depuis Dallas, effectuant ensuite 35 départs en Winston Cup Series entre 1963 et 1988 (1 victoire et 5 pole positions, ainsi que 12 courses disputées pour la seule année 1981): il remporta d'emblée sa première -et unique- course, au Daytona International Speedway sur Smokey Yunick, à 25 ans à peine. En 1961 et 1962 il effectua aussi des courses de Sprint Car (en) en IMCA AAA.
Il réussit à établir un record mondial de vitesse lors de sa première séance de qualification dans un stock car pour le Daytona 500 de 1963, et son premier succès en IndyCar arriva lors de l'Atlanta 250. En avril 1966, il eut un grave accident sur l'Eldora Speedway, se cassant les deux bras, un doigt, et subissant un traumatisme crânien.
En 1973 il établit un temps record sur le tour de l'IMS, en 320,36 km/h, manquant de peu le cap des 200. En 1984, il atteignit les 346,313 km/h sur le Michigan International Speedway.
En 1986 il fut le premier pilote à remporter les trois courses de 500 miles proposées au championnat, en remportant notamment le Michigan 500. Il fait partie des six pilotes Indy Car à avoir gagné annuellement des courses durant neuf saisons consécutives.
Il a effectué 24 courses à l'Indy 500, entre 1963 (première course sur cette année de débuts à Hoosier Hundred) et 1988, dont 3 comme poleman (en 1973, 1976 et 1980), obtenant également une deuxième place en 1975 outre ses trois victoires, mais n'arrivant pas à se qualifier ensuite en 1989, 1990 et 1992.
Compté parmi les pilotes américains millionnaires dès 1977, il comptabilisait à la fin de sa carrière en 1993 27 victoires Indy Car pour 23 pole positions, devenant ainsi le cinquième vainqueur de tous les temps. En 318 courses, il termina 157 fois dans le "top dix".
Il a aussi participé à cinq IROC (1975, 1977, 1978, 1980 et 1984), et à la Bathurst 1 000 km (800 mi) australienne en 1977 en équipe avec Janet Guthrie, la première femme qualifiée à l'Indy 500, sur Holden Torana GTR XU-1 au circuit du Mont Panorama.
Il a pris sa retraite de coureur en mai 1994 après plus de trente ans de carrière, et est désormais consultant sur la radio des 500 miles d'Indianapolis. Il a analysé de multiples courses pour de nombreux medias radio et TV (dont NBC, ABC, CBS, ESPN, et l'Indianapolis Motor Speedway Radio Network à partir de 1989), et fut également en dehors de cela le conducteur du Pace car en PPG Indycar Racing League series à partir de 1996.

## Images

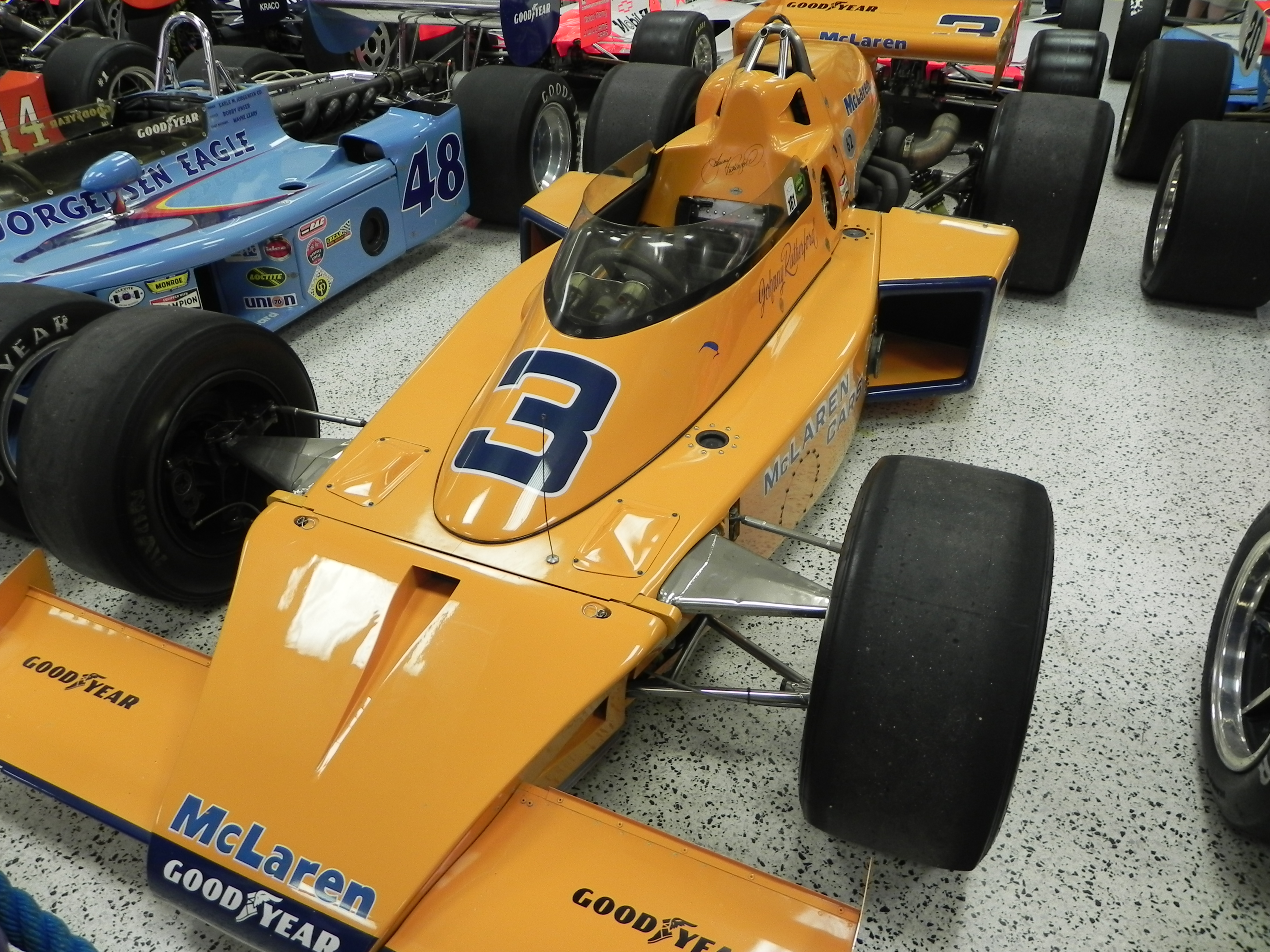
La McLaren M16D-Offenhauser victorieuse de l'Indy 500 en 1974;
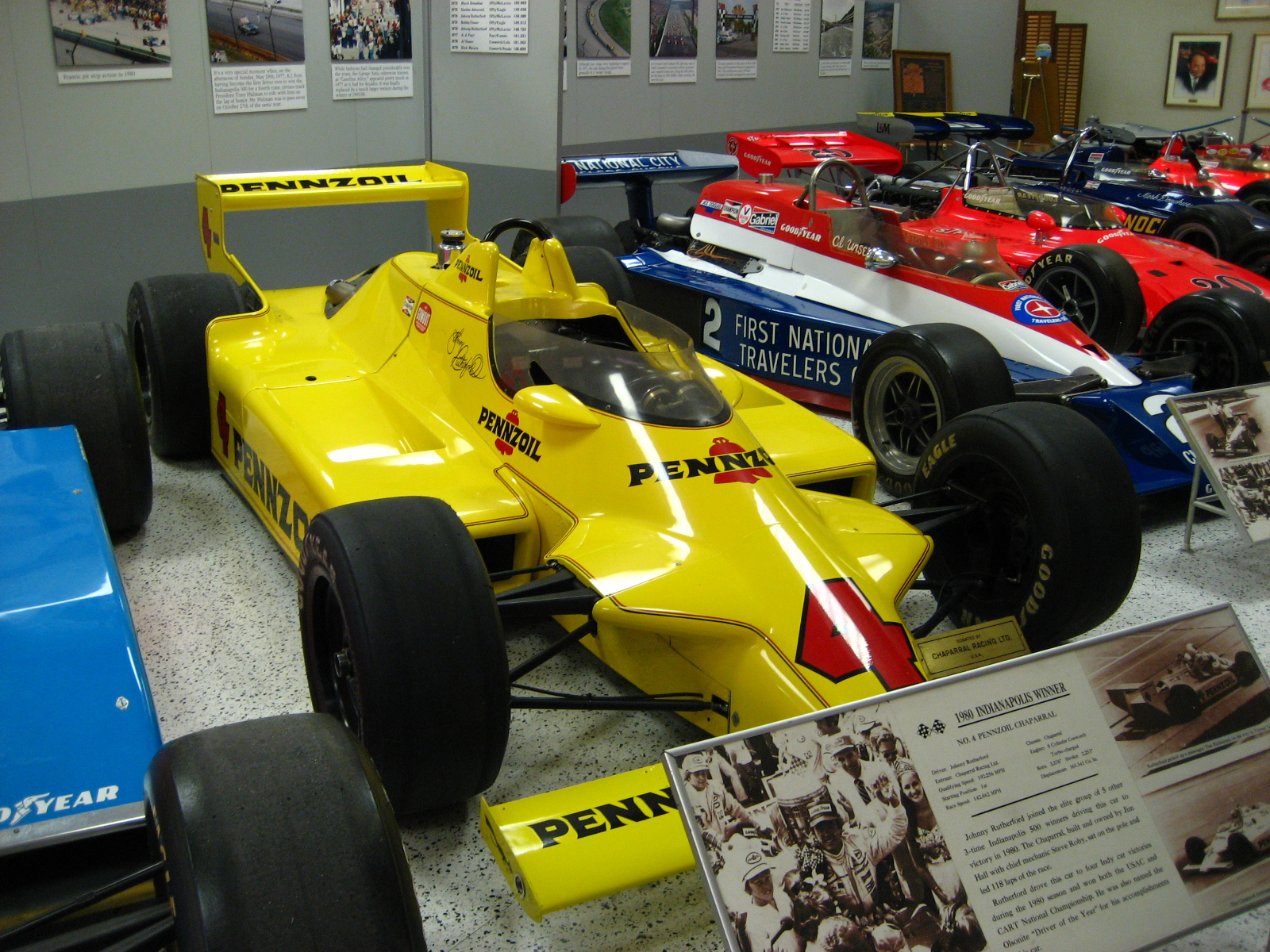
La Chaparral 2K-Cosworth victorieuse de l'Indy 500 en 1980 (IMS Hall of Fame Museum).

## Distinctions
- Olsonite Driver of the Year en 1980;
- Texas Sports Hall of Fame en 1980;
- Auto Racing Hall of Fame en 1987;
- Sportsmanship Award du Corvette Challenge series en 1987;
- National Sprint Car Hall of Fame en 1995;
- Motorsports Hall of Fame of America en 1998;
- International Motorsports Hall of Fame en 1998.